# پادشاه سابان
پادشاه سابان (به کره‌ای: 사반왕)، (سلطنت: ۲۳۴~۲۳۴ میلادی) هفتمین پادشاه بکجه یک پادشاهی از میان سه پادشاهی کره و پسر بزرگ پادشاه گوسو ششمین پادشاه بکجه بود.
در طول سلطنت او بویو گوی به عنوان نایب‌السلطنه خدمت کرد. برخلاف سامگوک یوسا او در سامگوک ساگی به عنوان پادشاه شناخته نشد.  در مورد رابطه او با پادشاه بیریو که ۷۰ سال پس از مرگش به سلطنت رسید نظرات متفاوتی وجود دارد.

## پیش‌زمینه
او پسر بزرگ پادشاه گوسو، پادشاه پیشین بود. او پس از مرگ پادشاه گوسو درسال ۲۳۴ میلادی که بیست و یکمین سال سلطنت پادشاه گوسو بود به پادشاهی رسید.
تنها گزارش پادشاه سابان در سامگوک ساگی این است که پادشاه سابان برای حکومت بسیار جوان بود و به سرعت پادشاه گوی، برادر کوچکتر پنجمین پادشاه، پادشاه چوگو جانشین او شد.
پادشاه گوسو در بیست و یکمین سال سلطنت خود درگذشت. پسر بزرگش، سابان، جانشین او شد. با این حال، او خیلی جوان بود و نمی‌توانست حکومت را اداره کند.
این توسط دانشمندان به عنوان یک جنگ قدرت در دربار، و ظهور قبیله جین بر قبیله هه تفسیر می شود.  سامگوک یوسا می‌گوید که او خلع شد.
از تولد، زندگی یا مرگ سابان چیزی در دست نیست.  با این حال، او در برخی از تواریخ ژاپنی، از جمله «شینسن شوجیروکو»، به عنوان مولد برخی قبیله‌های ژاپن دوره یاماتو ثبت شده است. این ممکن است نشان دهد که او اواخر عمر خود را در آن کشور گذرانده است.

## دوران پادشاهی
هنگامی که پادشاه گوسو در سال ۲۳۴ میلادی درگذشت، پسر بزرگ او پادشاه سابان، هفتمین پادشاه بکجه شد. با این حال او به دلیل جوانی توسط بویو گوی، که گفته می شود برادر کوچکتر یا نوادگان پنجمین پادشاه، چوگو است از سلطنت خلع شد. در سامگوک یوسا از او به عنوان پادشاه سای‌بی یا پادشاه سای یاد شده است. پس از آن هیچ گزارشی از محل اختفای او باقی نمانده است. بر اساس محافل دانشگاهی، فرض بر این است که او بلافاصله پس از کناره گیری از سلطنت به قتل رسیده است، زیرا مدت کوتاهی پس از به تخت نشستن پادشاه گوی، تاج و تخت او را ربود.

هنگامی که پادشاه سابان از سلطنت خلع شد و پادشاه گوی بر تخت نشست، قدرت اجباری وثیقه سلطنتی وارد عمل شد و نیروهای قبیله جین جولادو که از پادشاه گوی حمایت می کردند، نیروهای قبیله هه چانگ چونگدو را که از پادشاه حمایت می کردند شکست دادند و آن را عامل سقوط پادشاه سابان ارزیابی می کند.

### رابطه با پادشاه بیریو
بر اساس سامگوک ساگی، پادشاه سابان پسر پادشاه گوسو و برادر بزرگتر پادشاه بیریو است. از آنجایی که بین پادشاه بیریو و پادشاه سابان بیش از ۷۰ سال فاصله وجود دارد، در مورد برادر بودن آنها اختلاف نظر وجود دارد. در سامگوک ساگی گفته می شود که او ۷۰ سال پس از بازنشستگی پادشاه گوسو که به عنوان پدر پادشاه بیریو و پادشاه سابان که به عنوان برادر بزرگترش تعیین شده بود، به سلطنت رسید و ۴۰ سال سلطنت کرد.

## پادشاه بدشانس
در کره او را پادشاه بد شانس می نامند زیرا او ۲ ماه بعد از این که به قدرت رسید در جوانی در حالیکه او هنوز ازدواج نکرده بود و بچه نداشت مرد وزیران باکجه برای دوری از اغتشاش بلافاصله بعد از مرگ او گوی را به پادشاهی برگزیدند در کتاب سامگوک یوسا آمده گوی برادر کوچک پنجمین پادشاه یعنی چوگو بود.

## خانواده
- پدر: پادشاه گوسو
- مادر: ناشناس
  - برادر: یازدهمین پادشاه بکجه، پادشاه بیریو - قبل از اینکه پادشاه شود او به عنوان بویو بیریو شناخته می شد. به عنوان پسر پادشاه گوسو در سامگوک ساگی ثبت شده است، اما به دلیل اختلافات تاریخی، محققان اکنون معتقدند که او نوه پادشاه گوسو بوده است.
  - برادر: بویو اوبوک - درسال ۳۲۱ میلادی به عنوان وزیر کشور منصوب شد (نسینجواپیونگ) و درسال ۳۲۷ او به سرکوب یک شورش به پادشاه سابان کمک کرد.
  - ملکه (ها): ناشناخته
    - فرزندان: ناشناخته، اما پادشاه سابان به عنوان زاینده چندین قبیله ژاپنی ذکر شده است.